# Vektorový potenciál
Ve vektorové analýze je vektorový potenciál takové vektorové pole, jehož rotací je dané vektorové pole. Je to složitější obdoba skalárního potenciálu, což je skalární pole, jehož gradient je dané vektorové pole.
Formálně je-li dáno vektorové pole v, je jeho vektorový potenciál takové vektorové pole A, že platí
{\displaystyle \mathbf {v} =\operatorname {rot} \mathbf {A} .}

## Vlastnosti
Má-li pole {\displaystyle \mathbf {v} } vektorový potenciál {\displaystyle \mathbf {A} }, musí být bezzdrojové, protože z vlastností rotace plyne
{\displaystyle \operatorname {div} \mathbf {v} =\operatorname {div} \operatorname {rot} \mathbf {A} =\mathbf {0} }.
Naopak bezzdrojové vektorové pole má vektorový potenciál. Ten není určen jednoznačně.

## Užití v elektromagnetismu
Vektorový potenciál {\displaystyle \mathbf {A} } spolu se skalárním potenciálem {\displaystyle \varphi } plně charakterizuje elektromagnetické pole. Ze znalosti těchto potenciálů lze určit elektrickou intenzitu {\displaystyle \mathbf {E} } a magnetickou indukci {\displaystyle \mathbf {B} }:
{\displaystyle \mathbf {E} =-\operatorname {grad} \varphi -{\frac {\partial \mathbf {A} }{\partial t}}}
{\displaystyle \mathbf {B} =\operatorname {rot} \mathbf {A} }
Rotace vektorového potenciálu tedy udává magnetickou indukci. Je nutno říci, že vektorový potenciál není ani zdaleka určen jednoznačně, stejné fyzikální situaci tedy může odpovídat mnoho potenciálů Je však vždy nutné splnit tzv. Lorenzovu kalibrační podmínku, tedy:
{\displaystyle \operatorname {div} \mathbf {A} +{\frac {1}{c^{2}}}{\frac {\partial \varphi }{\partial t}}=0}
Ve stacionárním případě, například v magnetostatice se podmínka zredukuje na {\displaystyle \operatorname {div} \mathbf {A} =0}.
V magnetostatice je občas výhodnější místo přímého počítání magnetického indukce pomocí Ampérova zákona nebo Biotova–Savartova zákona nejdříve vypočítat vektorový potenciál a pak určit magnetickou indukci jako jeho rotaci.
Pro vektorový potenciál platí v magnetostatice rovnice:
{\displaystyle -\Delta \mathbf {A} =\mu \mathbf {j} }
Kde proudová hustota splňuje magnetostatickou rovnici kontinuity {\displaystyle \operatorname {div} \mathbf {j} =0}.
Řešení této rovnice můžeme zapsat ve tvaru integrálu:
{\displaystyle \mathbf {A} (\mathbf {x} )={\frac {\mu }{4\pi }}\int {\frac {\mathbf {j} }{|\mathbf {x} -\mathbf {x'} |}}d^{3}x'}
Integrál zde probíhá přes celý prostor. Fyzikálně měřitelnou magnetickou indukci pak určíme jako {\displaystyle \mathbf {B} =\operatorname {rot} {\mathbf {A} }}.
Poznamenejme, že ve speciální relativitě je vektorový potenciál prostorovou složkou čtyřvektoru:
{\displaystyle A^{\nu }=({\frac {1}{c}}\varphi ,\mathbf {A} )}
Konstanta u skalárního potenciálu závisí na použité soustavě jednotek, v případě jednotek SI, které jsou použity v tomto článku zde vystupuje rychlost světla {\displaystyle c}.